# Список дипломатических миссий Сан-Томе и Принсипи
Список дипломатических миссий Сан-Томе и Принсипи — дипломатические представительства республики Сан-Томе и Принсипи имеются в 5 странах Европы, Азии и Африки.
Список дипломатических миссий Сан-Томе и Принсипи (без почётных консульств):

## Африка
- Ангола
  - Луанда (посольство)
- Габон
  - Либревиль (посольство)

## Европа
- Бельгия
  - Брюссель (посольство)
- Португалия
  - Лиссабон (посольство)

## Азия
- Тайвань
  - Тайбэй (посольство)

## Международные организации
- Брюссель — при ЕС
- Лиссабон — при Содружестве португалоязычных стран
- Нью-Йорк — при ООН